# Arthur Gore, 8. Earl of Arran
Arthur Kattendyke Strange David Archibald Gore, 8. Earl of Arran (* 5. Juli 1910 in Bishop’s Stortford, Hertfordshire, England; † 23. Februar 1983 in Watford, Hertfordshire, England), genannt Lord Arran, war ein britischer Peer, Kolumnist und Politiker, der als konservativer Whip im House of Lords diente. Er ist dafür bekannt, dass er 1967 nach dem Selbstmord seines homosexuellen Bruders die Bemühungen im House of Lords anführte, männliche Homosexualität zu entkriminalisieren.

## Biografie
Gore war der zweite Sohn von Arthur Gore, 6. Earl of Arran, aus dessen erster Ehe mit Mathilde Jacqueline Marie Beauclerk Huyssen van Kattendyke. Er wurde liebevoll „Boofy“ genannt. Er wurde am Eton College und am Balliol College der Universität Oxford ausgebildet.
1937 heiratete er Fiona Bryde Colquhoun (1918–2013), die älteste Tochter von Sir Iain Colquhoun, 7. Baronet. Sie war Rennbootrennfahrerin und wie ihr Mann Tierschützerin. Sie hatten zwei Söhne:
- Arthur Desmond Colquhoun Gore, 9. Earl of Arran (* 1938);
- Hon. Philipp Gore (1943–1975).

Während des Zweiten Weltkriegs arbeitete Gore zunächst als Presseattaché bei der British Legion in Bern (1939–1945) und bei der britischen Botschaft in Lissabon (1941–1942). Er war stellvertretender Direktor der Overseas General Division des Informationsministeriums (1943–1945) und Secretariat Director im Central Office of Information (1945–1949).
1958, beim Tod seines älteren Bruders Arthur Gore, 7. Earl of Arran, der Berichten zufolge Selbstmord begangen hatte, weil er homosexuell war, erbte er dessen Adelstitel als 8. Earl of Arran, 8. Viscount Sudley, 8. Baron Saunders, 4. Baron Sudley und 10. Baronet, of Newtown Gore. Mit der britischen Baronie Sudley war im Gegensatz zu den übrigen irischen Titeln ein Sitz im House of Lords verbunden.
Im Parlament war Gore 1967 ein Hauptunterstützer des Gesetzentwurfs Private Member’s Bill des Labour-Abgeordneten Leo Abse, der schließlich als Sexual Offenses Act 1967 homosexuelle Handlungen zwischen erwachsenen Männern entkriminalisierte. Er unterstützte auch einen Gesetzesentwurf zum Schutz von Dachsen und wurde einmal gefragt, warum diese Bemühungen gescheitert seien, während die Entkriminalisierung von Homosexualität erfolgreich gewesen sei. Lord Arran soll geantwortet haben: „Im House of Lords gibt es nicht viele Dachse“.
Er war viele Jahre lang Kolumnist und schrieb für den Evening Standard, The Guardian, Encounter, Punch, The Observer, Daily Mail und andere.
Lord Arran starb 1983 im Alter von 72 Jahren.

## Populärkultur
Gore wurde 2018 in der BBC-Fernsehserie A Very English Scandal von David Bamber dargestellt.
BBC Travel dokumentierte die Insel Inchconnachan und die Ansiedlung von Wallabys durch Fiona Gore in den 1940er Jahren.